# Lukas Lach

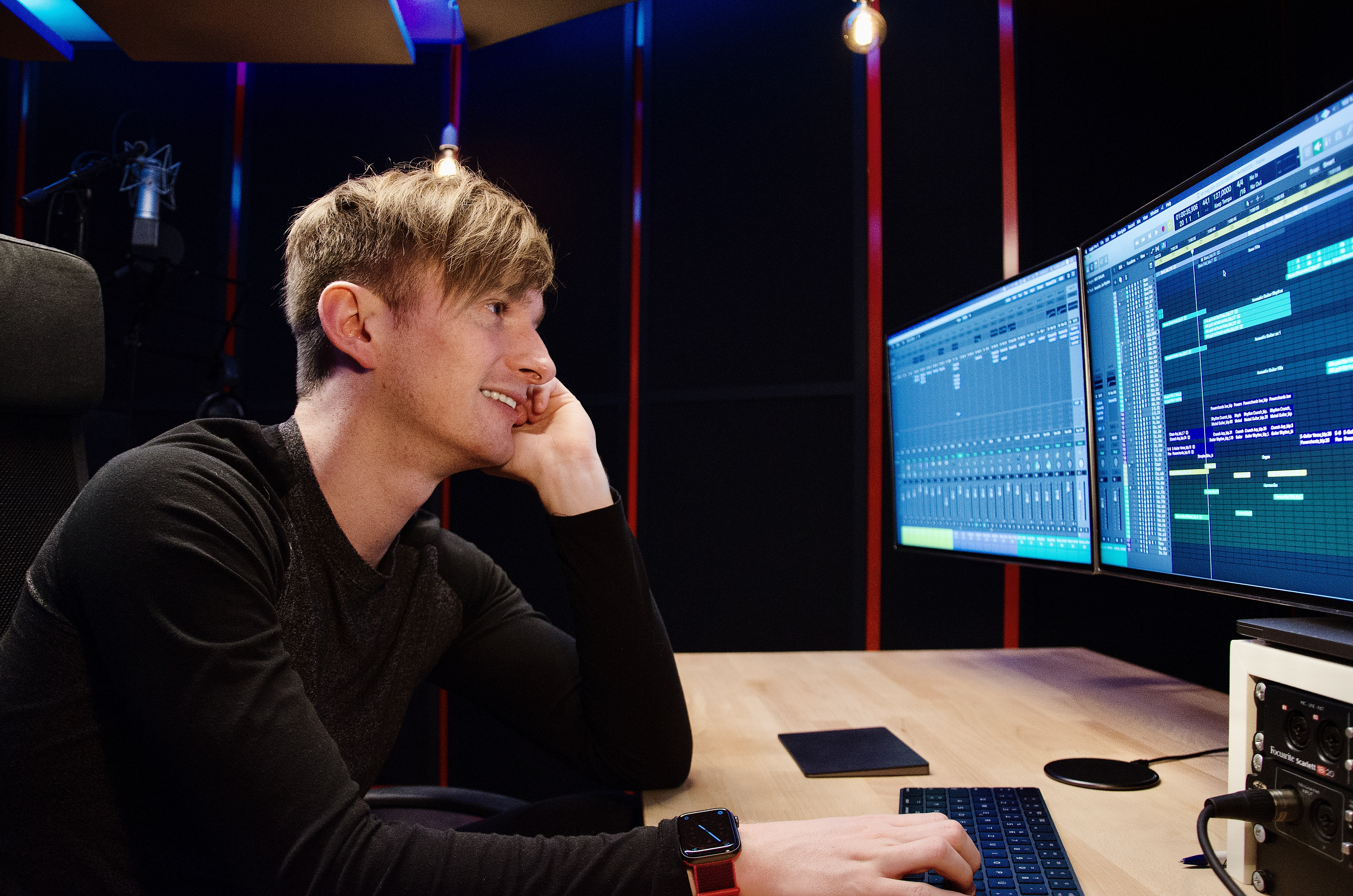
Lukas Lach (2020)

Lukas Lach (* 1. November 1993 in Oberwart) ist ein österreichischer Musikproduzent und Songwriter. Bekannt wurde er durch die Zusammenarbeit mit Schlagersängerin Melissa Naschenweng.

## Leben und Wirken
Bereits im Kindesalter gab es für Lach keine andere Leidenschaft als die Musik. Schon mit sieben Jahren komponierte er seine ersten Songs, und in der Schulzeit begann er – zunächst für sich selbst, später für andere – zu produzieren. Mit 15 Jahren entwickelte er den Wunsch seine Leidenschaft auch zum Beruf zu machen. Seitdem verbrachte er laut eigenen Aussagen „jede freie Minute damit Songs zu schreiben und zu produzieren“ und versuchte z. B. Lieder von Rihanna oder Lady Gaga selbst am Computer umzusetzen.
Nach der Matura studierte er Tontechnik am SAE Institute in Wien. Er absolvierte ein Praktikum im HITfabrik Musikverlag, wo er sich theoretisches und praktisches Wissen über das Musikbusiness aneignen konnte.
2016 hatte er seine ersten Veröffentlichungen als Songwriter und Musikproduzent für diverse Schlagersänger und -Sängerinnen wie z. B. Niki Kracher oder Erich Frei. Er machte sich 2017 selbstständig.
2018 gründete Lukas Lach mit dem Musiker und Songwriter Michael Bencsics ein Songwriting-Duo.
Es folgte die Zusammenarbeit mit der Schlagersängerin Melissa Naschenweng, für die Lach die Singles „Gott is a Dirndl“, „Die Nachbarin und I steh auf Bergbauernbuam“ sowie weitere Songs für ihr Album „Wirbelwind“ produzierte und komponierte. „Gott is a Dirndl“ wurde auch bei der TV-Show Wenn die Musi spielt präsentiert. Außerdem arbeitete Lach mit der Band Die Draufgänger zusammen, für die er den Titel „Pfusch die Mauer“ schrieb. 2019 schaffte er es mit dem Album „Wirbelwind“ von Melissa Naschenweng an die Spitze der Ö3 Austria Top 40 und hielt sich dort 77 Wochen. Am Album „Kinder vom Land“ von Schlagersängerin Hannah war Lach mit dem Titel „Bodybuilder“ vertreten. Das Album erreichte ebenfalls Platz 1 der Ö3 Austria Top 40 Charts.
Bei den Amadeus Austrian Music Awards 2019 war er in der Kategorie Songwriter des Jahres für den Titel „Gott is Dirndl“ gemeinsam mit den Co-Autoren Michael Bencsics und Norbert Lambauer nominiert.
Im Dezember 2019 wurde Lach für die Arbeit an „Wirbelwind“ mit einem Gold-Award ausgezeichnet. Auch die Alben „Hektarparty“ von Die Draufgänger und „MEGAGEIL im JUZI-Style“ von Die jungen Zillertaler, an denen Lach als Songwriter mitwirkte, wurden mit einer Goldenen Schallplatte ausgezeichnet.
Unter dem Künstlernamen Lukas von Dahamas veröffentlichte Lach im April 2020 im Zuge der COVID-19-Pandemie den Titel „Home Office“.
Mit Tänzer, Sänger und Moderator Willi Gabalier schrieb und produzierte er einige Titel, darunter auch den Titelsong zum Format Heimatsterne auf ServusTV.
Im Oktober 2020 wurde das Album „LederHosenRock“ von Melissa Naschenweng veröffentlicht, an dem Lach wieder an verschiedenen Titeln beteiligt war. Das Album erreichte für zwei Wochen Platz 1 in den Ö3 Austria Top 40 und war seitdem durchgehend in den Charts vertreten. Im September 2021 wurden die Alben „LederHosenRock“ und „Wirbelwind“ sowie die Single „I steh auf Bergbauernbuam“ jeweils mit einem Platin-Award ausgezeichnet.
Für Pop-Sängerin Katharina „Arina“ Weiß produzierte Lukas Lach ihre Solo-Singles „Here I Am“ und „Stupid Boy“. 2021 arbeiteten die beiden an einer weiteren Single sowie an einem Tonträger mit sechs Liedern.
Für den Schlagersänger Udo Wenders schrieb Lukas Lach das Lied „Che bella“ und für das Schlagerduo Nico & Lisa produzierte er den Titel „Wir hoitn zsamm“, welche beide beim „Wenn die Musi spielt“ Sommer Open Air 2021 in Bad Kleinkirchheim einem großen Fernsehpublikum präsentiert wurden.
2021 arbeitete er mit dem Kabarettisten, Maler und Liedermacher Alf Poier zusammen. Mit dem Musiker Chriss Lind produzierte Lach den Pop-Rock-Song „Verkehrte Welt“ und für die Sängerin Meli Stein produzierte er den Titel „Frei sein“, der im August 2021 veröffentlicht wurde. Für die Schlagersängerin Julia Raich produzierte und komponierte Lach einige Songs, darunter „Schmetterlinge im Bauch“ und „Lebe laut“. Anfang 2022 wurde ihr Album „Mein Schlagerr(a)ich“ veröffentlicht, auf dem Lach als Produzent und Songwriter intensiv mitgewirkt hat.
Auch der Sängernachwuchs ist Lukas Lach ein Anliegen. Bei einem ORF-Fest in Oberwart wurde er auf das Talent des jungen Harmonikaspielers Felix Muhr aufmerksam. Im Sommer 2021 komponierte und produzierte Lach gemeinsam mit Co-Writer Michael Bencsics für Muhr den Titel „Bauernparty“ in seinem Tonstudio in Rotenturm an der Pinka. Anfang 2022 folgte dann die zweite Single „Impf di“.
Weil sich Lach nicht auf Genres beschränken will und gerne auch etwas anderes ausprobiert, mischte er Anfang 2022 für den Produzenten Dany Weisz und Singer/Songwriterin Felicia Lu Kürbiß spontan den Song „Dear Karma“ ab. Mit „Safe Space“ von Leonardo Davi folgte die zweite Zusammenarbeit der beiden Produzenten, produziert von Dany Weisz in Wien und abgemischt von Lukas Lach in Rotenturm.
Mit dem Titel „Verflucht“, den Lach für die Schweizer Schlagersängerin Francine Jordi für ihr Album „Herzfarben“ produziert hat, konnte sich Lach zuletzt sogar an der Spitze der Schweizer Charts platzieren. Anfang 2022 veröffentlichte Jordi das Duett „In allen Farben“ mit dem Schlagersänger und Entertainer Ross Antony. Den Song hat Lukas Lach gemeinsam mit Singer/Songwriterin Maibritt geschrieben. Das Lied war zunächst für Maibritt selbst bestimmt gewesen, die die Zeilen schon seit 2019 in ihrem Notizbuch stehen hatte. Nach Monaten in der Schublade fand der Song jedoch seinen eigenen Weg. Lach schickte das Lied Francine Jordi per WhatsApp und ihr gefiel es so gut, dass sie es gleich im Duett mit Ross Antony singen wollte. Am 19. März 2022 wurde „In allen Farben“ in der Ross Antony Show im MDR und SWR einem großen TV-Publikum präsentiert.

## Diskografie (Auswahl)
- 2016, Niki Kracher, Album: Weihnachtszeit, Produzent
- 2016, Erich Frei, Album: Lebensgefühl, Produzent, teilweise auch Songwriter
- 2018, Die Draufgänger, Album: #Hektarparty, Song: Pfusch die Mauer, Songwriter
- 2019, Melissa Naschenweng, Album: Wirbelwind, Produzent, Songwriter, Vocal Producer (je nach Song)
- 2019, Francesco, Song: Wir schaffen alles, Produzent & Songwriter (je nach Song)
- 2019, Hannah, Album: Kinder vom Land, Song: Bodybuilder, Produzent & Songwriter
- 2019, Niki Kracher, Album: Glücksmomente, Produzent & Songwriter (je nach Song)
- 2019, Katharina Weiß, Song: Here I Am, Produzent & Songwriter
- 2019, Erich Frei, Album: Jubiläum, Song: Im Herzen frei, Produzent & Songwriter
- 2019, Erich Frei, Album: Jubiläum, Song: Mich verdient, Produzent & Songwriter
- 2019, Die jungen Zillertaler, Album: MEGAGEIL im JUZI-Style, Song: Ka Linka, Songwriter
- 2019, Willi Gabalier, Song: Aufsteh'n, Produzent
- 2019, Julia Buchner, Song: Spring ins Feuer, Produzent
- 2019, Berenice, Song: Du bist as ned, Produzent
- 2020, Willi Gabalier, Song: Tog & Nocht, Produzent & Songwriter
- 2020, Mountain Crew, Album: Mountain Party #1, Produzent, Vocal Producer (je nach Song)
- 2020, Melissa Naschenweng, Album: LederHosenRock, Vocal-Producer, Songwriter (je nach Song)
- 2020, Fausta, Song: Für die Liebe, Produzent & Songwriter
- 2020, Lukas von Dahamas, Song: Home Office, Produzent & Songwriter
- 2020, Die Edlseer, Song: I schau in Boch noch, Produzent
- 2020, Berenice, Song: Jackpotfrau, Produzent
- 2020, Arina, Song: Stupid Boy, Produzent & Songwriter
- 2020, Glueckskinder, Song: Hallo Leben, Produzent
- 2020, Willi Gabalier, Song: Heimat Sterne, Produzent & Songwriter
- 2020, Patrick Lux, Song: Weihnocht, wie’s friah scho woa, Produzent
- 2020, Nico & Lisa, Song: Wir hoitn zsamm, Produzent
- 2020, Anja Wendzel, Song: Merry Christmas wünsch ich dir, Produzent & Songwriter
- 2020, FLUTEMAN, Song: Stille Nacht, Produzent
- 2020, Erich Frei, Song: Im Herzen frei (2020), Produzent & Songwriter
- 2021, Anja Wendzel, Song: Sommerregen, Produzent & Songwriter
- 2021, Alf Poier, Song: Die Lieder unsrer Jugend, Produzent & Songwriter
- 2021, Arina, Song: Treat You Right, Produzent & Songwriter
- 2021, Patrick Lux, Song: Ganz großes Tennis, Produzent
- 2021, Chriss Lind, Song: Verkehrte Welt, Produzent & Songwriter
- 2021, Die Fürsten, Song: Hokus Pokus, Produzent & Songwriter
- 2021, Nico & Lisa, Song: Boafuaß, Produzent & Songwriter
- 2021, Udo Wenders, Album: fast ALLES ROGER!, Song: che bella, Produzent & Songwriter
- 2021, Ameliy feat. Lukas Lach, Song: Bunt, Produzent & Songwriter
- 2021, Hansi Berger, Song: Geile oide Zeit, Songwriter
- 2021, Meli Stein, Song: Frei sein, Produzent
- 2021, Francine Jordi, Album: Herzfarben – Meine Best Of, Song: Verflucht, Produzent
- 2021, Tammy S., Song: Des is Freiheit, Produzent
- 2021, Die Südsteirer, Album: Auf das Leben, Song: 300 PS, Songwriter
- 2021, Tiroler Partymander, Album: Wir starten durch, Song: Und der Oscar geht an dich, Songwriter
- 2021, Melissa Naschenweng, Album: Bergbauernshow LIVE, Song: Die Nachbarin (LIVE), Songwriter
- 2021, Melissa Naschenweng, Album: Bergbauernshow LIVE, Song: LederHosenRock (LIVE), Songwriter
- 2022, Felicia Lu, Song: Dear Karma, Mixer
- 2022, Leonardo Davi, Song: Safe Space, Mixer
- 2022, Meli Stein, Du stehst auf mi, Produzent & Songwriter
- 2022, Julia Raich, Album: Mein Schlagerr(a)ich, teilweise Produzent & Songwriter (je nach Song)
- 2022, Meli Stein, Song: Du stehst auf mi, Produzent & Songwriter
- 2022, Felix Muhr, Song: Impf di, Produzent & Songwriter
- 2022, Felicia Lu, Song: Dear Karma, Mixer
- 2022, Leonardo Davi, Song: Safe Space, Mixer
- 2022, Arina, Song: Better Now, Vocal-Producer & Mixer
- 2022, Vanessa Dollinger, Song: Feuerwerk, Produzent & Songwriter
- 2022, White Buffalo, Song: The Cree People, Produzent & Songwriter
- 2022, Francine Jordi & Ross Antony, Song: In allen Farben, Songwriter
- 2022, Florian Andreas, Song: Hey Oma, Vocal-Producer

## Auszeichnungen und Awards
- Gold- und Platin-Award für das Album „LederHosenRock“ von Melissa Naschenweng.
- Gold- und Platin-Award für das Album „Wirbelwind“ von Melissa Naschenweng.
- Platin-Award für die Single „I steh auf Bergbauernbuam“ von Melissa Naschenweng.
- Gold-Award für das Album „Hektarparty“ von Die Draufgänger.
- Gold-Award für das Album „MEGAGEIL im JUZI-Style“ von Die jungen Zillertaler.
- Nominierung als Songwriter des Jahres bei den Amadeus Austrian Music Awards 2019.